# Partit Progressista Nacionalista Assiri
El Partit Progressista Nacionalista Assiri, també conegut com APNP per les seves sigles en anglès, és una organització política assíria radical que opera al Kurdistan iraquià. Es va fundar el 17 d'abril de 1990, dirigit per Ashur Beth-Shlimon. Fins al 2003 va donar suport al règim de Saddam Hussein. La seva seu és a Bagdad i fora del país a Morton Grove, Illinois.
Considera que tot l'Iraq pertany als assiris i que els seus habitants són essencialment assiris de religió musulmana amb aportacions àrabs al llarg dels segles; tampoc reconeix l'ètnia kurda i proclama que si hi ha una pàtria kurda, aquesta estaria fora de l'Iraq, suposadament a l'Iran. No obstant és considerat un partit d'esquerres.
A la televisió iraquiana els partidaris de Saddam Hussein es presentaven sota bandera vermella amb símbol daurat.